# بيتر جادسون
بيتر جادسون (بالهولندية: Pieter Judson)‏ هو مؤرخ وكاتب هولندي، ولد في 1956 في أوترخت في هولندا.